# Đắk-krông mùa xuân về
Đắk-krông mùa xuân về là một bài hát nổi tiếng về Tây Nguyên của nhạc sĩ Tố Hải sáng tác năm 1975.

## Hoàn cảnh ra đời
Đắk-krông mùa xuân về ban đầu được sáng tác trong những ngày tháng Tố Hải cùng đồng đội hành quân dọc dãy Trường Sơn trong thời gian chiến tranh Việt Nam. Trong một lần hành quân qua tỉnh Quảng Trị, ông dừng lại bên một dòng suối mà người dân đồng bào vùng cao gọi là suối Đắk-krông. Những năm từ Mậu Thân 1968 trở đi, chiến tranh càng xảy ra ác liệt, ông ấp ủ viết một bài hát thật hay về Trường Sơn, vậy là ông bắt tay vào viết ca khúc Đắk-krông mùa xuân về với ý nguyện tặng riêng cho Tây nguyên. Cũng trong năm 1968, ông viết xong lời 1 của bài hát nhưng phải bỏ dở và bài hát chưa được công bố.
Đến năm 1970, Tố Hải được cử ra Bắc học Trường Âm nhạc Việt Nam, cùng lớp với các nhạc sĩ Xuân Hồng, Phạm Minh Tuấn...Giữa tháng 3 năm 1975, khi chiến dịch Tây Nguyên nổ ra, vào một buổi sáng, bất chợt cảm xúc của Tố Hải dâng trào mãnh liệt. Lúc ấy vừa tốt nghiệp Trường Âm nhạc Việt Nam và vẫn là thành viên của Đoàn văn công Quân giải phóng khu 5, trong một căn lán ở Nhổn (Hoài Đức, Hà Nội), Tố Hải đã hoàn thành lời 2 của bài hát "Đắk-krông mùa xuân về" ngay trong buổi sáng đó và buổi chiều ông đã mang đến Đài Tiếng nói Việt Nam. Bài hát lập tức được dàn dựng, Kiều Hưng là người đầu tiên thể hiện ca khúc này.

## Trích đoạn
Chim Kơ-tia bay tới,
nghiêng cánh chào Đắk-krông.
Pơ-lang khoe sắc thắm,
gió đưa hương đôi bờ.
Tây Nguyên ta uống nước,
một nguồn nước Cách mạng,
một nguồn nước Bác Hồ.

## Hình tượng sông Đắk-krông
Nhạc sĩ Tố Hải cho biết: "Đắk-krông đúng là một địa danh của Quảng Trị, nhưng nó chỉ mang tính ước lệ thôi. Ca khúc này tôi dành tặng riêng đồng bào Tây Nguyên, bởi tôi thấy ở Tây Nguyên tất cả con sông con suối đều liên quan đến "Đắk" - nước và "Krông" - sông (nước lớn)…Bài hát này không nhằm vào một địa danh cụ thể nào cả. Dòng sông trong bài hát là hình tượng con sông lớn, sông cách mạng, đang ào ạt tuôn chảy. Đó là dòng chảy của những đoàn quân hào hùng ra trận..."

## Giải thưởng
Cuối tháng 5 năm 2012, Nhạc sĩ Tố Hải được Chủ tịch nước tặng Giải thưởng Nhà nước về âm nhạc với chùm tác phẩm: Đăk-krông mùa xuân về, Lời ca không tắt, Những ngôi sao xanh, Em thương cô giáo vùng cao.